# Ионическое море
Иони́ческое мо́ре (др.-греч. Ἰόνιον Πέλαγος, лат. mare Ionium, греч. Ιόνιο Πέλαγος, итал. mar Ionio, алб. Deti Jon) — часть Средиземного моря между Балканским и Апеннинским полуостровами и островами Крит и Сицилия. Через пролив Отранто соединяется с Адриатическим морем, а через Мессинский пролив — с Тирренским морем. Омывает берега Южной Италии (области Сицилия, Калабрия, Базиликата и Апулия), Албании (префектура Влёра) и Греции (административные округа Ионические острова, Эпир, Западная Греция, Центральная Греция, Аттика, Пелопоннес и Крит).

## Этимология
Ионическое море, вероятно, получило своё название от ионийцев, древнегреческого племени, которые в XI—IX веках до н. э. колонизировали Ионию, а VIII—VI веках до н. э. основали поселения на Кефалинии и других островах западного побережья Греции. Некоторые авторы связывают название моря с Ио, которая переплыла его после того, как была превращена в белую корову Зевсом или его женой.

## Описание
Площадь Ионического моря — 169 тыс. км², максимальная глубина — 5121 м, что является наибольшей глубиной Средиземного моря. Дно имеет форму котловины, покрыто отложениями — преимущественно илом, а ближе к берегам — илистый песок, песок и ракушечник.
Берега Ионического моря сильно расчленены, особенно в восточной части, где расположены Ионические острова. Заливы Ионического моря: Патраикос, Коринфский, Таранто, Месиниакос, Амвракикос и другие.
Диапазон изменения температуры воды — от 14 °C в феврале до 25,5 °C в августе. У дна температура воды около 13 °C. Солёность превышает 38 ‰. Приливы полусуточные (до 0,4 м). Поверхностные течения имеют скорость около 1 км/ч и образуют циклональный круговорот.

## Экономика
Хозяйственная деятельность:
- рыболовство (скумбрия, тунец, камбала, кефаль);
- курорты.

Основные порты:
- В Греции — Патры, Керкира, Игуменица.
- В Италии — Таранто, Катания.
- В Албании — Саранда (алб. Sarandë, греч. Άγιοι Σαράντα).